# Mecha-Streisand
Mecha-Streisand is de twaalfde aflevering van Comedy Centrals animatieserie South Park. Ze was voor het eerst te zien op 18 februari 1998.

## Verhaal
Tijdens een boring naar fossielen ontdekt Cartman de driehoek van Zinthar, maar hij gooit hem weg. Daarna vindt Kyle hem, hij vindt hem cool. Cartman wil hem natuurlijk meteen terug wanneer Kyle op tv komt vanwege de driehoek omdat hij hem gevonden heeft. Nadat Cartman een paar belachelijke dingen heeft gedaan om hem terug te krijgen (een gat in Kyles dak boren wanneer hij slaapt is geen uitzondering), geeft hij het toch maar terug aan Cartman in de hoop dat hij een beetje kalmeert.
Kort daarna komt Barbra Streisand naar South Park en ontmoet ze ook de jongens. Maar ze wordt kwaad wanneer de jongens niet weten wie zij is en dat het hen ook niet interesseert (Barbra weet namelijk niet wie John Elway is). Ze is wel erg geïnteresseerd in de driehoek van Cartman en later zegt ze dat hij een monetaire beloning krijgt als hij de driehoek aan haar geeft, wat Cartman vanzelfsprekend accepteert. Ze gaan dan naar Barbra's huis om de transactie af te ronden. Ondertussen zoekt Leonard Maltin Chef om hem te informeren over Streisand; ze gaan dan naar Barbra Streisands huis om ervoor te zorgen dat zij niet haar lot laat uitkomen, namelijk de driehoek van Cartman samenvoegen met één die ze gevonden heeft op de set van "My Fair Lady" zodat ze een groot monster kan worden.
Ondertussen in het huis van Barbra worden de jongens gemarteld door haar omdat ze de driehoek niet willen geven (Cartman heeft hem in zijn schoen gestopt) maar op een gegeven moment geeft hij het toch. Dan combineert ze hem met de oude driehoek zodat deze de Diamond of Pantheos vormt. De diamant verandert haar in Mecha-Streisand (mechanische Streisand). Ze begint met chaos te creëren in South Park. Kort daarna komen Chef en Leonard en bevrijden ze de jongens en lichten zij hen in over wat er gebeurd is.
Wanneer Mecha-Streisand op het punt staat om South Park te vernietigen, verandert Leonard Maltin in een Ultraman-achtige superheld. Maar Streisand is te sterk voor hem en al snel is Maltin verslagen. Kort daarna komt Sidney Poitier die op zijn beurt weer verandert in een grote schildpad. Hij is ook te zwak en wordt dus verslagen. South Park verandert in een chaos totdat Robert Smith van The Cure komt. Hij verandert in een gigantische mot met een horloge die doorgeeft wat hij moet doen. Hij ontdekt dat Streisands zwakke punt haar neus is, hij kan haar daarop slaan — met gebruik van De Robert Punch. Wanneer ze even niet oplet na de klap, gooit Smith haar in de ruimte waar ze explodeert. Nadat het gevecht afgelopen is, beslissen de jongens dat de diamant beter in twee delen kan blijven, ze zeggen "no one should have that kind of power". Maar, de aflevering eindigt met dat hij opnieuw gebruikt wordt, de jongens zien dan een mega-robot-baby, Mecha-Ike.

## Kenny's dood
- Tijdens een gevecht met Maltin ontwijkt Kenny heel veel puin en ontsnapt hij met Stan en Kyle naar het speelplein van de school. Daarna doet hij mee aan een partijtje "kettingbal". Maar hij wordt gewurgd tot de dood wanneer de bal om zijn nek komt.

## Trivia
- Robert Smith sprak zijn eigen stem in, Trey Parker en Matt Stone zijn fan van The Cure.
- Barbra Streisand heeft een foto met zichzelf en Satan erop hangen in haar martelkamer.
- In de scène waarin Barbra landt met een helikopter schreeuwt Cartman: "Oh no, Aliens!" en houdt hij zijn kont vast, dit is een referentie naar Cartman Gets an Anal Probe.
- Wanneer de studio te zien is met Sidney Poitier, staat er een bewaker die precies lijkt op Officer Barbrady. Alleen mist de zwarte zonnebril en is diens kostuum helemaal wit.

## Popcultuurreferenties
- Leonard Maltin zegt tegen Chef dat Barbra Streisand de eerste driehoek vond toen ze My Fair Lady filmde.
- De muziek die speelt wanneer Robert Smith wegloopt nadat hij Mecha-Streisand versloeg is herkenbaar van Let's Go To Bed van The Cure.
- De monsters in de aflevering zijn allemaal gebaseerd op bekende monsters uit Japanse tokusatsufilms en series:
  - Mecha Streissand - Godzilla of Mechagodzilla
  - Leonard Maltin - Ultraman
  - Sidney Poitier - Gamera
  - Robert Smith - Mothra